# Histadrut
Histadrut ("sammenslutning") eller HaHistadrut HaKlalit shel HaOvdim B'Eretz Yisrael (ההסתדרות הכללית של העובדים בארץ ישראל) (hebræisk, frit oversat: "Landsorganisationen for arbejdere i landet Israel") er Israels faglige landsorganisation, svarende til det danske LO. Histadrut dannedes i december 1920 i Haifa som en jødisk fagforening. Den blev senere en af de mest magtfulde organisationer i staten Israel. Efter liberaliseringen af Israels økonomi i 1980'erne er Histadruts indflydelse og medlemstal formindsket, men den er fortsat en vigtig faktor i det israelske samfund.